# Мутагени
Мутагени — фізичні і хімічні чинники, що викликають стійкі спадкові зміни — мутації. Вперше штучні мутації були отримані 1925 року Г. А. Надсеном і Г. С. Філіпповим у дріжджів дією радіоактивного випромінювання радію; в 1927 у Герман Меллер отримав мутації у дрозофіли дією рентгенівських променів. Здатність хімічних речовин викликати мутації (дією йоду на дрозофіли) відкрита 1932 року В. В. Сахаровим. У мух, що розвинулися з цих личинок, частота мутацій виявилася в кілька разів вищою, ніж у контрольних особин.

## Класифікація
Мутагенами можуть бути різні чинники, що викликають зміни в структурі генів, змінюють структуру і кількість хромосом. За походженням мутагени класифікують на ендогенні, що утворюються в процесі життєдіяльності організму і екзогенні — всі інші фактори, в тому числі і умови навколишнього середовища.
За природою виникнення мутагени класифікують на фізичні, хімічні та біологічні:

### Фізичні мутагени
- Іонізуюче випромінювання;
- Радіоактивний розпад;
- Ультрафіолетове випромінювання;
- Надмірно висока або низька температура.

### Хімічні мутагени
- Окисники та відновники (нітрати, нітрити, активні форми кисню);
- Алкілуючі реагенти (наприклад, йодацетамід);
- Пестициди (наприклад гербіциди, фунгіциди);
- Деякі харчові добавки (наприклад, ароматичні вуглеводні, цикламати);

- Органічні розчинники;
- Лікарські препарати (наприклад, цитостатики і, препарати ртуті, імунодепресанти).
- До хімічних мутагенів умовно можна віднести і ряд вірусів (мутагенним чинником вірусів є їх нуклеїнові кислоти — ДНК або РНК).

### Біологічні мутагени
- Специфічні послідовності ДНК — мобільні елементи геному;
- Деякі віруси (вірус кору, краснухи, грипу);
- Продукти обміну речовин (продукти окиснення ліпідів);
- Антигени деяких мікроорганізмів.